# Yūgure (1935)
El Yūgure (夕暮 crepúsculo?) fue el quinto destructor de la Clase Hatsuharu. Sirvió en la Armada Imperial Japonesa durante la Segunda Guerra Mundial. 

## Historia
El 20 de julio de 1943, mientras transportaba tropas a Kolombangara, el Yūgure fue bombardeado y hundido por aviones TBF Avenger de Guadalcanal, al norte-noroeste de Kolombangara en la posición (07°25′S 156°45′E / -7.417, 156.750). El destructor que acudió en su ayuda, el Kiyonami, fue también hundido, perdiéndose la totalidad de ambas tripulaciones y elevando el número de víctimas a 468 hombres.